# 지열 히트 펌프

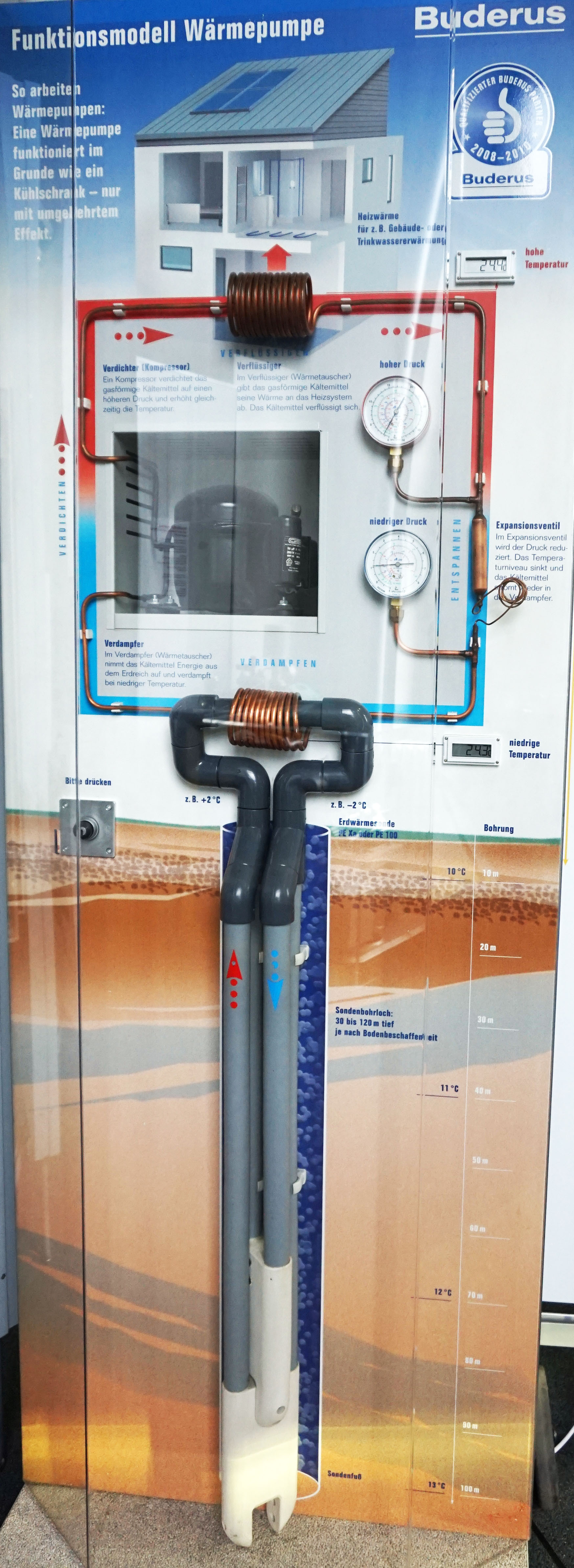

지열 히트펌프(Geothermal heat pump) 시스템이란, 300 m이내 10~20°C범위의 저엔탈피 지열을 가진 지중, 지하수, 지표수를 열원으로 이용하는 히트펌프 시스템을 의미한다.
지열에너지(Geothermal energy)란 토양, 지하수, 지표수 등이 지구 내부 마그마열에 의해 보유하고 있는 에너지를 의미한다.
국내에선  지열 에너지 직접 이용 설비용량의 90% 이상이 지열히트펌프다. 지열 에너지 이용량 면에서도 지열히트펌프가 78%를 차지하고 있다. 가장 대표적인 지열히트펌프 설치 사례로는 세종시 정부청사다. 20MW 이상 규모로 단일 시설로는 세계 최대 수준이다. 건물 전체 연면적(60만7555m2) 냉난방 부하의 38% 가량을 담당하고 있다.

## 같이 보기
- 지열 발전